# Bier in Malta
Waar de meeste landen hoofdzakelijk lagers produceren, heeft Malta, als voormalige Britse Kroonkolonie een ale-brouwerij op het eiland. Simons Farsons Cisk plc, opgericht in 1928, is de enige brouwerij op het eiland. Voorheen was er ook de Löwenbrau Brewery te Qormi. De leegstaande gebouwen hebben ondertussen en nieuwe bestemming gevonden.
Behalve eigen bieren (zowel lagers als ales), brengt de Farsons Brewery ook frisdranken en mineraalwater op de markt en produceren ze Carlsberg en Skol onder licentie.

## Cijfers 2011
- Bierproductie: 127.000 hl
- Export: 6200 hl
- Import: 63.280 hl
- Bierconsumptie: 188.700 hl
- Bierconsumptie per inwoner: 45,2 liter
- Actieve brouwerijen: 1[3]

## Brouwerijen
- Simons Farsons Cisk plc, Mriehel

## Bieren
- Cisk
- Blue Label
- Hopleaf
- Farsons Strong Ale
- Lacto Milk Stout
- Victory Lager[4]